# Pasquale Marrazzo
Pasquale Marrazzo (Sant’Antimo, 11 ottobre 1961) è un regista, sceneggiatore e produttore cinematografico italiano.

## Biografia
Regista cinematografico e teatrale, sceneggiatore e produttore indipendente vive a Milano dove ha girato quasi tutti i suoi film e lavorato ai teatri Out Off e Litta.  Insieme a Alina Marazzi, Marina Spada, Giovanni Davide Maderna e Michelangelo Frammartino fa parte del gruppo dei Filmmakers milanesi. Originario di Sant'Antimo, vive a Milano da quando aveva sei anni.
Nel 1982 ha frequentato al Teatro Nuovo di Napoli, la scuola di teatro di Gennaro Vitiello, e dopo il ritorno a Milano nel 1987 per molti anni ha collaborato con il teatro Out Off laureandosi nel contempo in Filosofia alla Statale di Milano.
Nell'aprile 1988 ha recitato con la compagnia del Teatro Out Off di Milano in Lontani dal Paradiso per la regia di Antonio Syxty, insieme a Raffaella Boscolo e Bebo Storti.
Il 3 novembre 2011 ha debuttato con successo alla regia teatrale con Non si sa come di Luigi Pirandello al Teatro Litta di Milano, rimasto in scena fino al 27 novembre 2011. Dal 19 febbraio al 10 marzo 2013 ha portato in scena sempre al Teatro Litta di Milano l'adattamento teatrale del film La moglie del soldato.

### L'esordio
Ha esordito girando quattro cortometraggi: Il tradimento e lo sguardo del 1992; Fenomenologico del 1993; Lontani dal paradiso del 1994 ed Ex-sistente del 1995.

### I film
Il suo primo lungometraggio è del 1997: Malemare interpretato da Enzo Moscato e Cristina Donadio che viene selezionato alla 54ª Mostra internazionale d'arte cinematografica di Venezia.
Nel 1998 il film va al Festival di Mosca e al Festival del Cinema Indipendente di Messina. Nel 2000 partecipa al Festival di Annecy, sezione Panorama.
Nel 2000 dirige e produce Asuddelsole, con cui partecipa al Festival di San Sebastian (concorso), al Toronto film festival e ad altri festival; il film nel 2001 vince il premio per il miglior film al Sulmona Cinema Film Festival.
Nel 2003 riceve l'articolo 8 per il film Le anime veloci, girato a Berlino e interpretato da Arnoldo Foà con cui poi partecipa al Festival di Mosca (concorso) e all'Hoffer filmtage (concorso). I costumi di questo film sono stati realizzati da Antonella Cannarozzi, nomination all'Oscar 2010.
Nel 2009 dirige e produce Sogno il mondo il venerdì in concorso Cineasti del presente al Festival del film Locarno e vincitore del premio della critica al Festival del Cinema Indipendente di Foggia.
"Te lo dico pianissimo" è il quinto lavoro cinematografico di Pasquale Marrazzo, uscito nelle sale italiane il 13 settembre 2019.

## Filmografia

### Cortometraggi
- Il tradimento e lo sguardo  (1992)
- Fenomenologico (1993)
- Lontani dal paradiso (1994)
- Ex-sistente (1995)

### Lungometraggi
- Malemare (1997)
- Asuddelsole (2000)
- Anime veloci (2005)
- Sogno il mondo il venerdì (2009)
- Te lo dico pianissimo (2018)
- ’’Prossimo tuo (Hotel Milano)’’ (2022)

## Teatro
- Lontani dal Paradiso  (1988) attore – regia di Antonio Syxty con Raffaella Boscolo e Alberto (Bebo) Storti al Teatro Out Off di Milano
- Non si sa come di Luigi Pirandello  (2011) regista – con Claudia Negrin, Valeria Perdonò, Emiliano Brioschi, Michele Radice, Alex Cendron  al Teatro Litta di Milano
- La moglie del soldato liberamente tratto dal film di Neil Jordan  (2013) regista – con Valeria Perdonò, Emiliano Brioschi, Giulio Baraldi, Riccardo Buffonini  al Teatro Litta di Milano
- Veronika Voss Testo originale di Rainer Werner Fassbinder (2013) regista- con Raffaella Boscolo, Emiliano Brioschi, Valeria Perdonò, Riccardo Buffonini, Davide Silvestri al Teatro Sala Fontana di Milano
- Prometeo incatenato The Human Passion - liberamente tratto dall'opera di Eschilo (2016) regista - con Riccardo Buffonini Pietro Pignatelli Michele Radice Desirée Giorgetti al Teatro Litta di Milano
- The sense of life for A SINGLE MAN - liberamente tratto dal romanzo di Christopher Isherwood A SINGLE MAN (2018) regista Con Alessandro Quattro Alessandro Mor Rossana Gay e Giovanni Consoli al Teatro Litta

- Ricino (2021) scritto insieme ad Antonio Mocciola e ne cura la regia. Presentato in prima nazionale al Teatro dei filodrammatici di Milano il 20 maggio 2021. Con: Diego Sommaripa Antonio D’Avino Vincenzo Coppola
- Elettra (2021) regia- di (Giovanni Testori) con Emanuela Villagrossi  Rossana Gay  Alessandra Salamida

## Premi
- Miglior Film Sulmona Cinema Film Festival 2001 per Asuddelsole
- Premio della Critica Festival del Cinema Indipendente di Foggia 2009 per Sogno il mondo il venerdì